# Zoheir El Ouarraqe
Zoheir El Ouarraqe, né le 8 mai 1991 à Suresnes, est un lutteur libre français.
Il est médaillé d'or en moins de 55 kg aux Jeux méditerranéens de 2013 et médaillé de bronze en moins de 57 kg aux Championnats d'Europe de lutte 2014.